# Кілкенні (Міннесота)
Кілкенні (англ. Kilkenny) — місто (англ. city) в США, в окрузі Ле-Сюер штату Міннесота. Населення — 148 осіб (2020).

## Географія
Кілкенні розташоване за координатами 44°18′57″ пн. ш. 93°34′27″ зх. д. / 44.31583° пн. ш. 93.57417° зх. д. (44.315749, -93.574039).  За даними Бюро перепису населення США в 2010 році місто мало площу 0,35 км², уся площа — суходіл. В 2017 році площа становила 0,33 км², уся площа — суходіл.

## Демографія
Згідно з переписом 2010 року, у місті мешкали 134 особи в 53 домогосподарствах у складі 38 родин. Густота населення становила 380 осіб/км².  Було 63 помешкання (179/км²).
Расовий склад населення:
| - 99,3 % — білих |

До двох чи більше рас належало 0,0 %. Частка іспаномовних становила 0,7 % від усіх жителів.
За віковим діапазоном населення розподілялося таким чином: 27,6 % — особи молодші 18 років, 60,5 % — особи у віці 18—64 років, 11,9 % — особи у віці 65 років та старші. Медіана віку мешканця становила 37,5 року. На 100 осіб жіночої статі у місті припадало 109,4 чоловіків;  на 100 жінок у віці від 18 років та старших — 102,1 чоловіків також старших 18 років.
За межею бідності перебувало 16,5 % осіб, у тому числі 12,4 % дітей у віці до 18 років та 5,0 % осіб у віці 65 років та старших.
Цивільне працевлаштоване населення становило 135 осіб. Основні галузі зайнятості: освіта, охорона здоров'я та соціальна допомога — 37,8 %, виробництво — 23,7 %, роздрібна торгівля — 11,1 %, публічна адміністрація — 8,1 %.